# ティンコフ
ティンコフ（ロシア語: Тинькофф, ラテン文字転写: Tinkoff）はかつて国際自転車競技連合 (UCI) の主催するUCIプロツアーに参加していた自転車ロードレースのチームの一つ。ロシアにチームの拠点を置いていた。

## スポンサー
1996年のツール・ド・フランスの総合優勝者でもあるビャルヌ・リースが所有・運営するチーム「リース・サイクリング」が母体となっている。チーム創設は1999年。2001年からはアメリカ・カリフォルニア州エルセガンドに本部を置くコンピュータ関連企業であるコンピュータ・サイエンス・コーポレーション (en:Computer Sciences Corporation) が支援、2003年から2008年にかけてCSCは冠スポンサーとなり、チーム名称は「チームCSC」となった。
しかしCSCの本業での長期投資計画の見直しに伴い、2008年シーズン終了後の契約満了を持ってスポンサーから撤退することを発表した。CSCは新スポンサーの確保についても協力する旨を表明。2008年6月10日にリース・サイクリングはデンマーク・コペンハーゲンの投資銀行「サクソバンク」とスポンサー契約を新たに締結。この契約は即日発効し、リース・サイクリングは同日から2008年いっぱいは「チームCSCサクソバンク」として戦うこととなった。サクソバンクは単独でのスポンサードに無関心で新たにITファクトリーという共同スポンサーを迎え2009年からは「チームサクソバンク-IT ファクトリー」という名前で活動を開始する予定であったが2008年12月にITファクトリーが破産。結局、サクソバンクの単独スポンサーで「チーム・サクソバンク」として活動を始めている。
2010年8月3日、ビャルヌ・リース監督がデンマーク・コペンハーゲンで記者会見を開き、サクソバンクの引き続きのスポンサード及びアメリカのソフトウェア会社サンガード社のスポンサーを得て来シーズンもプロツアーに参戦することを発表し、サクソバンク・サンガード・プロフェッショナル・サイクリングチームとして活動することが発表された。これと共にアルベルト・コンタドールの獲得も発表された。
2012年シーズンは、前年シーズン限りでサンガードが撤退したことを受け、再び「チーム・サクソバンク」として活動をスタート。同年シーズンより宮澤崇史が加入した。2005年シーズンよりUCIプロチームが制度化されて以降、日本国籍選手として史上3人目となるUCIプロチーム在籍選手となった。同年6月にはロシアの投資銀行「ティンコフバンク」（Tinkoff Bank）がサブスポンサーに付き、チーム名も「チーム・サクソバンク-ティンコフバンク」（Team Saxo Bank-Tinkoff Bank）に変更された。
2014年シーズンより、ロシアの実業家オレグ・ティンコフが、ビャルネ・リースからチーム（リースサイクリング）を買収し、チーム名が「ティンコフ＝サクソ」に変更された。それに伴い、チームのメーンスポンサーはティンコフクレジットシステム社、セカンドスポンサーがサクソバンク社となった。
2016年シーズンより、サクソバンク社がスポンサーから撤退し、チーム名は「ティンコフ」となった。しかし同年限りで解散した。

## チーム成績
2005年から施行されているUCIプロツアーでは2年連続総合のチーム優勝に輝きこの結果はチーム力の高さを証明している。
2006年にはイヴァン・バッソを擁してジロ・デ・イタリアを制しているが、その後バッソはオペラシオン・プエルトに巻き込まれてチームを離脱。
2007年はグランツールでの勝利こそないもののツール・ド・フランスのステージ優勝やブエルタ・ア・エスパーニャ個人総合2位の選手を輩出するなどの実績を上げている。
2008年にはファビアン・カンチェラーラが春先のティレーノ～アドリアティコ、ミラノ～サンレモをいずれも総合優勝。ジロ・デ・イタリアではイェンス・フォイクトがステージ1勝。ツール・ド・フランスにはカルロス・サストレとシュレク兄弟という3人の一流クライマーをフォイクト、カンチェラーラ、オグレディらで守るという強力な布陣で挑み、後半のアルプスステージでフランク・シュレクがマイヨジョーヌを得た後は抜群のチーム力でレースをコントロール。勝負がかかったラルプ・デュエズ山頂ゴールの17ステージではマイヨジョーヌのフランク・シュレクを囮に使ってサストレが飛び出す作戦を採用して見事にタイム差を稼ぎ、カルロス・サストレによるツール・ド・フランス個人総合優勝を成し遂げる（アンディ・シュレクは新人賞獲得）。同時に、当初の最大の目標であったチーム総合優勝を手中に収めた。
2009年、前年ツール・ド・フランス王者のカルロス・サストレがサーベロテストチームへ移籍。リエージュ〜バストーニュ〜リエージュでアンディ・シュレクが優勝。ツール・ド・フランスでは17ステージの山岳ステージでアンディ・シュレクとフランク・シュレクが兄弟でアタックを決めるなど大活躍しアンディ・シュレクが総合2位と新人賞を獲得した。さらには世界選手権個人タイムトライアルでファビアン・カンチェラーラが3度目のチャンピオンに輝いた。

### 主な実績

#### 2001年
- ツール・ド・フランス
  - 区間優勝　ローラン・ジャラベール（第4、7）
- クラシカ・サン・セバスティアン 優勝　ローラン・ジャラベール

#### 2002年
- ジロ・デ・イタリア
  - 区間優勝　タイラー・ハミルトン（第14）
- クラシカ・サン・セバスティアン 優勝　ローラン・ジャラベール
- パリ〜ツール 優勝　ヤコブ・ピール

#### 2003年
- リエージュ〜バストーニュ〜リエージュ 優勝　タイラー・ハミルトン
- ツール・ド・ロマンディ 総合優勝　タイラー・ハミルトン
- ツール・ド・フランス
  - 区間優勝　ヤコブ・ピール（第10）、カルロス・サストレ（第13）、タイラー・ハミルトン（第16）

#### 2004年
- パリ〜ニース 総合優勝　イェルク・ヤクシェ
- ツール・ド・フランス
  - 区間優勝　イヴァン・バッソ（第12）

#### 2005年
- パリ〜ニース 総合優勝　ボビー・ジュリック
- ジロ・デ・イタリア
  - 区間優勝　デヴィッド・ザブリスキー（第8）、イヴァン・バッソ（第17、18）
- ツール・ド・フランス
  - 区間優勝　デヴィッド・ザブリスキー（第1）
- エネコ・ツアー 総合優勝　ボビー・ジュリック
- ブエルタ・ア・エスパーニャ
  - 区間優勝　ニッキー・セレンセン

#### 2006年
- パリ〜ルーベ 優勝　ファビアン・カンチェラーラ
- アムステルゴールドレース 優勝　フランク・シュレク
- ジロ・デ・イタリア
  - 総合優勝　イヴァン・バッソ
  - 区間優勝　チームタイムトライアル（TTT、第5）、イヴァン・バッソ（第8、16、20）
- チームタイムトライアル・アイントホーフェン 優勝
- ツール・ド・フランス
  - 区間優勝　イェンス・フォイクト（第13）、フランク・シュレク（第15）
- ドイツ・ツアー 総合優勝　イェンス・フォイクト
- ブエルタ・ア・エスパーニャ
  - 区間優勝　TTT（第1）

#### 2007年
- パリ〜ルーベ 優勝　スチュアート・オグレディ
- ジロ・デ・イタリア
  - 区間優勝　クルトアスル・アルヴェセン（第8）
- チームタイムトライアル・アイントホーフェン 優勝
- ツール・ド・フランス
  - 区間優勝　ファビアン・カンチェラーラ（プロローグ、第3）
- ドイツ・ツアー 総合優勝　イェンス・フォイクト

#### 2008年
- ティレーノ〜アドリアティコ 総合優勝　ファビアン・カンチェラーラ
- ミラノ〜サンレモ 優勝　ファビアン・カンチェラーラ
- E3プライス・フラーンデレン 優勝　クルトアスル・アルヴェセン
- ツール・ド・フランス
  - 総合優勝　カルロス・サストレ
  - 区間優勝　クルトアスル・アルヴェセン（第11）、カルロス・サストレ（第17）
- ツール・ド・ポローニュ 総合優勝　イェンス・フォイクト
- ブエルタ・ア・エスパーニャ
  - 区間優勝　マティ・ブレシェル（第21）

#### 2009年
- リエージュ〜バストーニュ〜リエージュ 優勝　アンディ・シュレク
- ツール・ド・スイス 総合優勝　ファビアン・カンチェラーラ
- ツール・ド・フランス
  - 区間優勝　ファビアン・カンチェラーラ（第1）、ニッキー・セレンセン（第12）、フランク・シュレク（第17）
- ブエルタ・ア・エスパーニャ
  - 区間優勝　ファビアン・カンチェラーラ（第1、7）

#### 2010年
- E3プライス・フラーンデレン 優勝　ファビアン・カンチェラーラ
- ロンド・ファン・フラーンデレン 優勝　ファビアン・カンチェラーラ
- パリ〜ルーベ 優勝　ファビアン・カンチェラーラ
- ジロ・デ・イタリア
  - 区間優勝　クリス・アンカー・セレンセン（第8）
- ツール・ド・スイス 総合優勝　フランク・シュレク
- ツール・ド・フランス
  - 総合優勝　アンディ・シュレク（※アルベルト・コンタドール総合優勝剥奪による繰上げ）
  - 区間優勝　ファビアン・カンチェラーラ（プロローグ、第19）、アンディ・シュレク（第8、17）

#### 2014年
- ツール・ド・フランス
  - 山岳賞　ラファル・マイカ
  - ステージ優勝　ラファル・マイカ（第14、第17）、マイケル・ロジャース（第16）

#### 2015年
- ティレーノ～アドリアティコ
  - ポイント賞　ペーター・サガン
  - 区間優勝　ペーター・サガン　（第6ステージ）
- ジロ・デ・イタリア
  - 総合優勝　アルベルト・コンタドール
- ツール・ド・スイス
  - ポイント賞　ペーター・サガン
  - 区間優勝　ペーター・サガン　（第3，6ステージ）
- スロバキア選手権
  - 優勝　ペーター・サガン　（ロード、タイムトライアル）
- デンマーク選手権
  - 優勝　クリストファー・ユールイェンセン　（タイムトライアル）
  - 優勝　クリスアンカー・ソレンセン　（ロード）
- ツール・ド・フランス
  - ポイント賞　ペーター・サガン
  - 区間優勝　ラファウ・マイカ　（第11ステージ）
- ツール・ド・ポローニュ
  - 区間優勝　マツィエイ・ボドナル　（第4ステージ）
- ブエルタ・ア・エスパーニャ
  - 総合3位　ラファウ・マイカ
  - 区間優勝　ペーター・サガン　（第3ステージ）
- ロード世界選手権
  - 優勝　ペーター・サガン

#### 2016年
- ツアー・ダウンアンダー
  - 区間優勝　ジェイ・マッカーシー　（第2ステージ）
  - ヤングライダー賞　ジェイ・マッカーシー
- パリ～ニース
  - 総合2位　アルベルト・コンタドール
- ティレーノ〜アドリアティコ
  - 総合2位　ペーダー・サガン
  - ポイント賞　ペーダー・サガン
- ボルタ・シクリスタ・ア・カタルーニャ
  - 総合2位　アルベルト・コンタドール
- E3ハーレルベーケ
  - 2位　ペーダー・サガン
- ヘント〜ウェヴェルヘム
  - 優勝　ペーダー・サガン
- ロンド・ファン・フラーンデレン
  - 優勝　ペーダー・サガン
- ブエルタ・アル・パイスバスコ
  - 総合優勝　アルベルト・コンタドール
- アムステルゴールドレース
  - 2位　ミケル・ヴァルグレン
- クリテリウム・ドゥ・ドーフィネ
  - 区間優勝　アルベルト・コンタドール　（第1ステージ・個人タイムトライアル）
- ツール・ド・スイス
  - 区間優勝　ペーター・サガン　（第2，3ステージ）

- スロバキア選手権
  - 優勝　ユライ・サガン　（ロード）
- チェコ選手権
  - 優勝　ロマン・クロイツィゲル　（ロード）
- ポーランド選手権
  - 優勝　マツィエイ・ボドナル　（タイムトライアル）
  - 優勝　ラファウ・マイカ　（ロード）
- イギリス選手権
  - 優勝　アダム・ブライス　（ロード）

- ツール・ド・フランス
  - ポイント賞　ペーター・サガン
  - 山岳賞　ラファウ・マイカ
  - 総合敢闘賞　ペーター・サガン
  - 区間優勝　ペーター・サガン　(第2，11，16ステージ)

- 2016年リオデジャネイロオリンピック
  - 銅メダル ラファウ・マイカ　（個人ロードレース）

## 2016年陣容
2016年8月5日更新
| 選手名                           | 国籍           | 生年月日               | 前年所属チーム            |
| -------------------------------- | -------------- | ---------------------- | ------------------------- |
| エリク・バスカ                   | スロバキア     | 1994年1月12日（31歳）  | AWT・グリーンウェイ       |
| ダニエーレ・ベンナーティ         | イタリア       | 1980年9月24日（44歳）  |                           |
| アダム・ブライス                 | イギリス       | 1989年10月1日（35歳）  | オリカ・グリーンエッジ    |
| マヌエーレ・ボアロ               | イタリア       | 1987年9月24日（37歳）  |                           |
| マツィエイ・ボドナル             | ポーランド     | 1985年3月7日（40歳）   |                           |
| パヴェル・ブルット               | ロシア         | 1982年1月29日（43歳）  |                           |
| アルベルト・コンタドール         | スペイン       | 1982年12月6日（42歳）  |                           |
| オスカル・ガット                 | イタリア       | 1985年1月1日（40歳）   | アンドローニジョカットリ  |
| ミヒャエル・ゴーグル             | オーストリア   | 1993年11月4日（31歳）  | チロル サイクリングチーム |
| ジャスパー・ハンセン             | デンマーク     | 1990年10月23日（34歳） |                           |
| ヘスース・エルナーンデス         | スペイン       | 1981年9月28日（43歳）  |                           |
| ロベルト・キセルロウスキー       | クロアチア     | 1986年8月9日（38歳）   |                           |
| ミカエル・コラー                 | スロバキア     | 1992年12月21日（32歳） |                           |
| ロマン・クロイツィゲル           | チェコ         | 1986年5月6日（38歳）   |                           |
| ラファウ・マイカ                 | ポーランド     | 1989年9月12日（35歳）  |                           |
| ジェイ・マッカーシー             | オーストラリア | 1992年9月8日（32歳）   |                           |
| セルジオ・パウリーニョ           | ポルトガル     | 1980年3月26日（44歳）  |                           |
| エフゲーニ・ペトロフ             | ロシア         | 1978年5月25日（46歳）  |                           |
| パヴェウ・ポリャンスキー         | ポーランド     | 1990年5月6日（34歳）   |                           |
| マイケル・ロジャース             | オーストラリア | 1979年12月20日（45歳） |                           |
| イヴァン・ロヴニー               | ロシア         | 1987年9月30日（37歳）  |                           |
| ユライ・サガン                   | スロバキア     | 1988年12月23日（36歳） |                           |
| ペテル・サガン                   | スロバキア     | 1990年1月26日（35歳）  |                           |
| マッテオ・トザット               | イタリア       | 1974年5月15日（50歳）  |                           |
| ユーリ・トロフィモフ             | ロシア         | 1984年1月26日（41歳）  | チーム・カチューシャ      |
| ニコライ・トルソフ               | ロシア         | 1985年7月2日（39歳）   |                           |
| ミケル・ヴァルグレンアンデルセン | デンマーク     | 1992年2月7日（33歳）   |                           |

2016年動向
- 加入
  - エリク・バスカ (AWT・グリーンウェイ)
  - アダム・ブライス (オリカ・グリーンエッジ)
  - オスカル・ガット (アンドローニジョカットリ)
  - ミヒャエル・ゴーグル (チロル サイクリングチーム)
  - ユーリ・トロフィモフ (チーム・カチューシャ)

- 退団
  - イヴァン・バッソ (引退、テクニカルコーディネーター就任)
  - エドワード・ベルトラン
  - マッティ・ブレシェル (キャノンデール プロサイクリング)
  - クリストファー・ユールイェンセン (オリカ・グリーンエッジ)
  - ミケル・モルコフ (チーム・カチューシャ)
  - ブルーノ・ピレス（ロス・シュコダ）
  - クリスアンカー・ソレンセン (フォルトゥネオ・ヴィタルコンセプト)
  - オリヴァー・ツァウグ (IAMサイクリング)

## 歴代陣容
| 2011年陣容                       | 2011年陣容     | 2011年陣容     | 2011年陣容                                    |
| 選手名                           | 国籍           | 生年月日       | 前年所属チーム                                |
| -------------------------------- | -------------- | -------------- | --------------------------------------------- |
| ヨナス・アーエン                 | デンマーク     | 1986年4月20日  |                                               |
| ジョナサン・ベリス               | イギリス       | 1988年8月16日  |                                               |
| マヌエーレ・ボアーロ             | イタリア       | 1987年12月3日  | カルミオーロ・NGC(トレーニー)                 |
| マース・クリステンセン           | デンマーク     | 1984年4月6日   | グルー & マーストランド - LRØ・ローギウニング |
| アルベルト・コンタドール         | スペイン       | 1982年12月6日  | アスタナ                                      |
| バーデン・クック                 | オーストラリア | 1978年10月12日 |                                               |
| ローラン・ディディエ             | ルクセンブルク | 1984年7月19日  |                                               |
| ヴォロディミール・グストフ       | ウクライナ     | 1977年2月15日  | サーヴェロ・テストチーム                      |
| ルカス・セバスティアン・アエド   | アルゼンチン   | 1983年4月18日  |                                               |
| フアン・ホセ・アエド             | アルゼンチン   | 1981年1月26日  |                                               |
| ヘスス・アルベルト・エルナンデス | スペイン       | 1981年9月28日  | アスタナ                                      |
| キャスパー・クロステルガールド   | デンマーク     | 1983年5月22日  |                                               |
| グスタフ・ラーション             | スウェーデン   | 1980年9月20日  |                                               |
| ヤロスラフ・マルィチュ           | ポーランド     | 1987年4月17日  |                                               |
| ミカエル・メルケフ               | デンマーク     | 1985年4月30日  |                                               |
| ダニエル・ナバロ                 | スペイン       | 1983年7月8日   | アスタナ                                      |
| ベンハミン・ノバル               | スペイン       | 1979年1月23日  | アスタナ                                      |
| ニック・ナイエンス               | ベルギー       | 1980年5月5日   | ラボバンク                                    |
| リッチー・ポート                 | オーストラリア | 1985年1月30日  |                                               |
| クリス・アンカー・セレンセン     | デンマーク     | 1984年9月5日   |                                               |
| ニッキー・セレンセン             | デンマーク     | 1975年5月14日  |                                               |
| アンドレ・ステーンセン           | デンマーク     | 1987年10月12日 |                                               |
| デヴィッド・タナー               | オーストラリア | 1984年9月30日  | フライ・V・オーストラリア                     |
| マッテオ・トザット               | イタリア       | 1974年5月15日  | クイック・ステップ                            |
| ブリアン・バック・ワンドボーグ   | デンマーク     | 1981年12月4日  | リクイガス・ドイモ                            |

| 2012年陣容                         | 2012年陣容     | 2012年陣容    | 2012年陣容                                  |
| 選手名                             | 国籍           | 生年月日      | 前年所属チーム                              |
| ---------------------------------- | -------------- | ------------- | ------------------------------------------- |
| マヌエーレ・ボアロ                 | イタリア       | 1987年12月3日 |                                             |
| ジョナサン・キャントウェル         | オーストラリア | 1982年1月8日  | V・オーストラリア                           |
| マッズ・クリステンセン             | デンマーク     | 1984年4月6日  |                                             |
| アルベルト・コンタドール           | スペイン       | 1982年12月6日 |                                             |
| ヴォロディミル・グストフ           | ウクライナ     | 1977年2月15日 |                                             |
| ルカス・セバスティアン・アエド     | アルゼンチン   | 1983年4月18日 |                                             |
| フアン・ホセ・アエド               | アルゼンチン   | 1981年1月26日 |                                             |
| ヘスース・エルナーンデス           | スペイン       | 1981年9月28日 |                                             |
| ヨナス・アーエン・イェーンセン     | デンマーク     | 1986年4月20日 |                                             |
| クリストファー・ユール・イェンセン | デンマーク     | 1989年7月6日  | グルード & マーストランド-LRØ               |
| カスパー・クロスターガード         | デンマーク     | 1983年5月22日 |                                             |
| カルステン・クローン               | オランダ       | 1976年1月29日 | BMC・レーシング                             |
| アンダース・ルンド                 | デンマーク     | 1985年2月14日 | レオパルド・トレック                        |
| ラファウ・マイカ                   | ポーランド     | 1989年9月12日 |                                             |
| ラン・マルガリオット               | イスラエル     | 1988年7月18日 | トレーニーより昇格                          |
| ヤロスラフ・マルィチュ             | ポーランド     | 1987年4月17日 |                                             |
| 宮澤崇史                           | 日本           | 1978年2月27日 | ファルネーゼ・ヴィーニ - ネーリ・ソットーリ |
| ミカエル・メルケフ                 | デンマーク     | 1985年4月30日 |                                             |
| ダニエル・ナバーロ                 | スペイン       | 1983年7月8日  |                                             |
| ベンハミン・ノバル                 | スペイン       | 1979年1月23日 |                                             |
| ニック・ニュイエンス               | ベルギー       | 1980年5月5日  |                                             |
| セルジオ・パウリーニョ             | ポルトガル     | 1980年3月26日 | チーム・レディオシャック                    |
| ブルーノ・ピレス                   | ポルトガル     | 1981年5月15日 | レオパルド・トレック                        |
| ルーク・ロバーツ                   | オーストラリア | 1977年1月25日 |                                             |
| クリス・アンカー・セレンセン       | デンマーク     | 1984年9月5日  |                                             |
| ニッキー・セレンセン               | デンマーク     | 1975年5月14日 |                                             |
| デヴィッド・タナー                 | オーストラリア | 1984年9月30日 |                                             |
| マッテオ・トザット                 | イタリア       | 1974年5月15日 |                                             |
| トロエルス・ウィンター             | デンマーク     | 1987年2月24日 | グルード & マーストランド-LRØ               |